# Idaea sericata
Idaea sericata är en fjärilsart som beskrevs av Eduard Friedrich Eversmann 1837. Idaea sericata ingår i släktet Idaea och familjen mätare. Inga underarter finns listade i Catalogue of Life.